# Bitwa pod Międzyrzecem Podlaskim
Bitwa pod Międzyrzecem Podlaskim (lub bitwa pod Rogoźnicą) – zwycięska dla powstańców bitwa powstania listopadowego na polach wsi Manie, Rogoźnica i na przedpolu Międzyrzeca Podlaskiego 29 sierpnia 1831 roku.
Wojskami Polskimi dowodził gen. Hieronim Ramorino (20 tys. żołnierzy), a wojskami rosyjskimi gen. Grigorij Rosen (15 tys. żołnierzy).
Ramorino mógł całkowicie zniszczyć siły Rosena, jednak nie wykonał zaplanowanego przez Igancego Prądzyńskiego manewru oskrzydlającego Rosjan.